# Cultellus tenerior
Cultellus tenerior is een tweekleppigensoort uit de familie van de Pharidae. De wetenschappelijke naam van de soort is voor het eerst geldig gepubliceerd in 1914 door Hedley.